# 皮茨福德鎮區 (密歇根州)
皮茨福德鎮區（英語：Pittsford Township）是位於美國密歇根州希爾斯代爾縣的一個行政鎮區。

## 地方資料
皮茨福德鎮區的面積為92.18平方千米，當中陸地面積為91.74平方千米，而水域面積為0.44平方千米。根據2020年美國人口普查的數據，當地共有人口1538人，而人口密度為每平方千米16.68人。